# أبو الحسن بن محمد تقي قاجار
ميرزا أبو الحسن بن محمد تقي قاجار المتخلص بـحيرت والملقب بـشيخ الرئيس (1847 - مارس 1921) (1263 - رجب 1337) فقيه جعفري وكاتب وشاعر إيراني. ولد في تبريز في عائلة قاجارية أذرية إثنا عشرية ونشأ بها. درس أولًا على والده المقدمات الدينية ثم في طهران ومشهد. هاجر إلى العراق لإكمال دراسته الحوزوية ودرس على علمائها منهم حبيب الله الرشتي ومحمد حسن الشيرازي والفاضل الإيرواني وغيرهم. برع في الفقه الجعفري والأصول والعلوم العقلية والنقلية في عصره. توفي بطهران ودفن في الجامع عبد العظيم الحسني. له عديد من المؤلفات وأشعار ورسالات بالعربية والفارسية.

## سيرته
هو أبو الحسن بن محمد تقي القاجاري التبريزي. ولد في تبريز ونشأ بها على والده وبدأ تعليمه عنده ثم درس مقدمات العلوم الحوزوية في طهران ومشهد. هاجر إلى العراق في أواخر 1289هـ/فبراير 1873 لإكمال دراسته الدينية. تتلمذ للميرزا حبيب الله الرشتي، وومحمد حسن الشيرازي، والفاضل الإيرواني، وزين العابدين المازندراني وغيرهم. برع في الفقه والأصول والعلوم العقلية والنقلية.

عاد إلى وطنه في 1877م وسكن مشهد بخُراسان. كان من معارضين للملكية القاجارية في عهد الناصري ونفى إلى آسيا الوسطى. ثم سكن تركيا مدة في عام 1893 ودعم الثورة الدستورية الإيرانية وكان من دعاة التقريب بين المذاهب الإسلامية. 

توفي أبو الحسن القاجاري بطهران في رجب سنة 1339 هـ/ مارس 1921، ودفن خارج الجامع عبد العظيم الحسني.

## مؤلفاته
من آثاره:
- اتحاد اسلام، بالفارسية، ألفه لسطان العثماني في 1312 هـ
- ازاله أوهام، بالفارسية في عقائد
- ديوان أشعار، بالفارسية والعربية
- رسالة الإفاقة من الجنون، في الفقه
- رسالة نقد فرقه ها، بالفارسية في الفرق والمذاهب وهي منظومة
- سفرنامه استانبول، بالفارسية في أدب الرحلة
- شرح أحوال شيخ الرئيس قاجار، بالفارسية وهي ترجمة ذاتية
- شرح نهج البلاغةلم يتمه
- فرح القلوب وفرج الكروب، بالعربية في الفرق والمذاهب وهي قصيدة اشتملت على 60 بيتا، نقده للقاديانة
- فصل الخطاب، بالفارسية في عقائد
- كتاب الأبرار بالعربية في عقائد، رد على الرسالتين حمامة البشرى إلى أهل مكة وصلحاء أم القرى و سر الخلافة لمن ينبغي سبيل الثقافة
- محاوره مع جودت باشا ورضا باشا في إسطنبول.
- منتخب النفيس، بالعربية والفارسية، أشعاره ومراسلاته
- منشآت، بالفارسية
- منية اللبيب، بالعربية في القفه وهي أرجوزة ناقصة
- نافع الأفهام ورافع الأوهام،‌ بالفارسية، نظم ونثر